# Bridgend, West Lothian
Bridgend är en by i West Lothian i Skottland. Byn är belägen 23 km 
från Edinburgh. Orten har 770 invånare (2016).